# Alicia Jaziz
Alicia Jaziz Zapién (Ciudad de México, 23 de octubre de 1996) es una actriz mexicana. 
Entre sus trabajos más destacados se encuentra su participación en la serie de televisión antológica Lo que callamos las mujeres, y en las telenovelas Guerra de ídolos (2017), e Imperio de mentiras (2020).

## Biografía y carrera

### 1996-2006: primeros años
Alicia Jaziz Zapién nació el 23 de octubre de 1996 en Ciudad de México. Dos años después, en 1998, nació su hermana menor, la actriz Alejandra Zaid.
Desde su infancia mostró interés por las artes, entre ellas la actuación y el baile, en el cual llegó a perfeccionarse en las danzas de jazz y hip-hop, y también práctico música, aprendiendo tocar el ukelele y a cantar. Finalmente eligió la actuación como su carrera, por lo que a los diez años de edad empezó su formación como actriz en el Centro de Educación Artística (CEA), en la escuela de arte dramático CasAzul Artes Escénicas Argos, y en los talleres de formación actoral Taller Ernesto Fundora y Taller Mario Zaragoza.

### 2007-2014: inicios como actriz infantil
En 2007, hizo su debut como actriz en la televisora TV Azteca, donde intervino con un papel secundario en la telenovela Mientras haya vida (2007). En 2008, debutó en el cine como extra en la película estadounidense, Vantage Point (2008).
Para 2009, comenzó a intervenir en episodios de la serie de televisión antológica, Lo que callamos las mujeres. Tres años después, se unió al reparto de presentadores del programa infantil Disney Club. Concluido el formato televisivo de Disney Club, volvió a Lo que callamos las mujeres, grabando capítulos que se emitieron de 2012 a 2015.

### 2014-presente: transición a papeles maduros
En 2014, participó en la telenovela Amor sin reserva (2014) de Cadenatres, y el mismo año participó en Gloria, un filme biográfico sobre la cantante Gloria Trevi, que se proyectó inicialmente en el Festival Internacional de Cine de Morelia, y en 2015 se lanzó en cines. En 2016, intervino en la serie El Chema (2016) de Telemundo, y en la telenovela Vuelve temprano (2016) de Imagen Televisión.
En 2017, alternó sus trabajos como actriz con la televisora Telemundo, en la cual participó en las telenovelas Guerra de ídolos (2017) y Señora Acero (2017), la empresa Televisa, en un episodio del programa Érase una vez (2017) y la telenovela Caer en tentación (2017) y la empresa Netflix, trabajando en la serie Ingobernable (2017). Adicionalmente, participó en el programa de talk show Noches con Platanito entre 2017 y 2018. En 2019, participó en la película Como novio de pueblo (2019).
En 2020, continuó trabajando con Televisa y participó en la telenovela Imperio de mentiras (2020). En 2024, se estrenó Hijo de familia, una película en la que había estado trabajando desde 2020, pero que se pospuso por la pandemia de COVID-19 en México. El mismo año, participó en dos episodios de la serie de streaming, Como agua para chocolate.

## Vida personal
En junio de 2019, se declaró abiertamente bisexual.

## Filmografía

### Cine
| Año  | Título                  | Papel                 | Notas                       |
| ---- | ----------------------- | --------------------- | --------------------------- |
| 2008 | Vantage Point           | Anna                  | Producción estadounidense   |
| 2009 | Oveja negra             | Personaje desconocido |                             |
| 2010 | De la infancia          | Roxana                |                             |
| 2014 | Gloria                  | Karla                 | Estrenada en cines, en 2015 |
| 2019 | Como novio de pueblo    | Clara                 |                             |
| 2021 | Misfit, eres o te haces | Julia «Julie» Valdéz  |                             |
| 2024 | Hijo de familia         | Tijuana               |                             |

### Televisión
| Año           | Título                      | Papel                                 | Notas                                                           |
| ------------- | --------------------------- | ------------------------------------- | --------------------------------------------------------------- |
| 2007          | Mientras haya vida          | Emiliana Montero                      |                                                                 |
| 2009, 2012-15 | Lo que callamos las mujeres | Varios personajes                     |                                                                 |
| 2010          | La loba                     | Ángeles Fernández Luna de adolescente | Aparición en la secuencia de apertura de la telenovela          |
| 2010          | A cada quien su santo       | Personaje desconocido                 | Episodio: «De regreso a casa»                                   |
| 2010          | Capadocia                   | Valeria Molina de niña                | Episodio: «Y resucitó al tercer día»                            |
| 2010          | Bienes raíces               | Personaje desconocido                 | Dos episodios                                                   |
| 2011          | Emperatriz                  | Elisa Mendoza de niña                 | Aparición en la secuencia de apertura de la telenovela          |
| 2012          | Amor cautivo                | Alejandra Santacruz de joven          | Primer episodio                                                 |
| 2012          | Pacientes                   | Alumna 1                              | Dos episodios                                                   |
| 2012          | Historias Delirantes        | Natalia                               | Episodio: «Exorcismo»                                           |
| 2012          | Disney Club                 | Ella misma                            | Presentadora                                                    |
| 2014          | Amor sin reserva            | Ximena                                |                                                                 |
| 2016          | Un día cualquiera           | Nuria                                 | Episodio: «Traición»                                            |
| 2016          | El Chema                    | Elvira Mendivil de joven              | Tres episodios                                                  |
| 2016–17       | Vuelve temprano             | Fanny Rebolledo                       |                                                                 |
| 2017          | Érase una vez               | Pilar                                 | Episodio: «Caperucita roja»                                     |
| 2017          | Guerra de ídolos            | Lucía                                 |                                                                 |
| 2017–18       | Caer en tentación           | Florencia Chávez                      |                                                                 |
| 2017–18       | Señora Acero                | Carmen «Carmencita» Plasencia         |                                                                 |
| 2017–18       | Ingobernable                | María Nava Urquiza                    |                                                                 |
| 2017–18       | Noches con Platanito        | Ella misma                            | Invitada                                                        |
| 2020–21       | Imperio de mentiras         | Clara Álvarez Sandoval                |                                                                 |
| 2021          | De brutas, nada             | Personaje desconocido                 | Tres episodios                                                  |
| 2021          | Amarres                     | María                                 |                                                                 |
| 2022          | Now and Then                | Ana de joven                          |                                                                 |
| 2023          | L-Pop                       | Pau                                   |                                                                 |
| 2023          | Ella camina sola            | Daniela                               |                                                                 |
| 2024          | Mujeres asesinas            | Azucena                               | Temporada 2, episodio 4: «Hortensia»                            |
| 2024          | Como agua para chocolate    | Mamá Elena de joven                   | Episodio 1: «Torrejas de natas» Episodio 5: «Guajolote en mole» |